# Teratak Rendah
Teratak Rendah is een bestuurslaag in het regentschap Kuantan Singingi van de provincie Riau, Indonesië. Teratak Rendah telt 238 inwoners (volkstelling 2010).